# Кестенява манатарка
Кестенявата манатарка или Кестенка (Gyroporus castaneus) е вид гъба от род Gyroporus на семейство Gyroporaceae.
Гуглата на плодното тяло е тъмно оранжева, ръждива или кестенява, и често краищата на месото се напукват. Ламелите са под форма на бели тръбички, които при натиск потъмняват. Месото е също бяло но не променя цвета си. Неравномерното пънче е оцветено по-светъл цвят от гуглата и когато се разреже вертикално при по-стари екземпляри, често се открива наличието на кухини, както е характерно за членовете на род Gyroporus. Споровият прашец е леко жълтеникав на цвят а спорите са елипсовидни. Диаметърът на гуглата стига до 9 – 10 cm а височината на плодното тяло – 6 – 7 cm. Размерът на отделните плодни тела е различен и вариациите може да са големи.
Образува взаимна симбиоза с широколистни, най-вече дъб. Рядко се среща и под борове. Плодното тяло расте от земята като предпочита песъчливи почви и се среща сравнително рядко. Гъбата плододава от лято до късна есен.
Кестенявата манатарка е добра ядлива гъба и се приготвя и консумира като обикновената манатарка. Плодните тела са по-малки но рядко се нападат от насекоми и други животни.
Трудно се бърка с други видове поради наличието на бели тръбички, непроменящо цвета си месо, и кухини в пънчето.

## Синоними
- Boletus castaneus Bull., Herbier de la France 7: tab. 328 (1788) [1787 – 88]
- Boletus fulvidus Fr., Observ. mycol. (Kjøbenhavn) 2: 247 (1818)
- Leucobolites castaneus (Bull.) Beck, Z. Pilzk. 2: 142 (1923)
- Leucobolites fulvidus (Fr.) Beck, Z. Pilzk. 2: 142 (1923)